# Aleksandr Kontojew
Aleksandr Stiepanowicz Kontojew (ros. Александр Степанович Контоев; błr. Аляксандр Сцяпанавіч Кантоеў, Alaksandr Sciapanawicz Kantojeu; ur. 12 grudnia 1981) – rosyjski, a od 2006 roku białoruski zapaśnik startujący w stylu wolnym. Brązowy medalista mistrzostw świata w 2001 i mistrzostw Europy w 2002, 2005 i 2013. Trzeci w Pucharze Świata w 2001; czwarty w 2003; piąty w 2010 i siódmy w 2013. Trzeci na uniwersjadzie w 2005. Mistrz świata juniorów w 2000 roku.